# Ла Зуш, Эдуард, 11-й барон Зуш из Харингуорта
Эдуард ла Зуш (англ. Edward la Zouche; 6 июня 1556 — 18 августа 1625) — английский аристократ, 11-й барон Зуш из Харингуорта и 12-й барон Сент-Мор с 1569 года. Придворный королевы Елизаветы I и короля Якова I. Известен в первую очередь как единственный из судей, проголосовавший против смертного приговора Марии Стюарт в 1586 году. Не оставил потомства, так что с его смертью угасла основная ветвь ла Зушей из Харингуорта.

## Биография
Эдуард ла Зуш принадлежал к старинному аристократическому роду бретонского происхождения. Его предки обосновались в Англии ещё в XII веке. С 1308 года они носили титул баронов Зуш из Харингуорта, а с XV века — ещё и титул баронов Сент-Мор. Эдуард родился в 1556 году в семье Джорджа ла Зуша, 10-го барона Зуша и 11-го барона Сент-Мора, и его жены Маргарет Уэлби. После смерти отца в 1569 году он унаследовал семейные владения и титулы. Будучи несовершеннолетним, барон стал подопечным сэра Уильяма Сесила; известно, что он учился в Тринити-колледже в Кембридже, но не получил учёной степени. Впоследствии ла Зуш сетовал на то, что посвятил свою юность удовольствиям, а не получению знаний, и что растратил в то время существенную часть своего состояния.
По достижении совершеннолетия барон занял своё место в Палате лордов. В 1586 году он был в числе пэров, судивших Марию Шотландскую, и единственным подал голос против смертного приговора. В 1587 году ла Зуш отправился на континент: он доплыл до Гамбурга, потом побывал в Гейдельберге и Франкфурте, в апреле 1588 года был в Базеле. В 1590 году в Альтдорфе барон встретил Генри Уоттона, с которым много переписывался в последующие годы (эта переписка была опубликована в 1685 году отдельной книгой). В августе 1591 года Зуш жил в Вене, оттуда отправился в Италию, в 1593 году вернулся в Англию.
В конце того же года ла Зуш стал чрезвычайным посланником при дворе Якова VI Шотландского, где заявил протест против сближения Шотландии с Испанией. В апреле 1594 года он вернулся на родину, в июне 1598 года совершил поездку в Данию с коммерческой миссией. Личные финансовые дела барона оставляли желать лучшего, так что в 1600 году он ради экономии поселился на острове Гернси. В июне 1602 года ла Зуш был назначен лордом-председателем совета Уэльса и Марки. Яков Стюарт, занявший английский престол в 1603 году, подтвердил это назначение и предоставил барону ряд земельных пожалований. После смерти Уильяма Сесила, 2-го графа Солсбери, в 1612 году Эдуард стал одним из уполномоченных, управлявших казначейством. Теперь он мог участвовать в колониальных предприятиях; так, в 1609 году барон стал членом совета Виргинской компании, в 1617 году вложил 100 фунтов стерлингов в экспедицию лорда ла Варра. В 1619 году он отправил свой корабль «Серебряный сокол» в Виргинию, а 3 ноября 1620 года был назначен одним из членов совета Новой Англии.
Президентом Уэльса ла Зуш оставался до 13 июля 1607 года. В 1615 он занял пост лорда-смотрителя Пяти портов. 17 июля 1624 года из-за плохого состояния здоровья и уговоров герцога Бекингема, подкрепленных подарком в тысячу фунтов и пенсией в 500 фунтов стерлингов, барон отказался от этой должности, которая тут же досталась герцогу. 18 августа 1625 года ла Зуш умер.

## Семья
Ла Зуш был женат дважды: на своей кузине Элеаноре Зуш, дочери сэра Джона Зуша, и на Саре Харингтон, дочери сэра Джеймса Харингтона и Люси Сидни. В первом браке родились:
- Элизабет (1579—1617), жена сэра Уильяма Тейта[1][3];
- Мэри (1582—1652), жена Чарльза Литона и Уильяма Коннарда[1][4][5].

Владения барона после его смерти были разделены между дочерьми, а титулы перешли в состояние ожидания.